# Рівненська сільська територіальна громада
Рівненська сільська територіальна громада — об'єднана територіальна громада в Україні, в Ковельському районі Волинської області. Адміністративний центр — село Рівне.
Площа громади — 333,17 км², населення — 5620 мешканців (2018).
Утворена 18 липня 2017 року шляхом об'єднання Гущанської, Забузької, Полапівської, Рівненської та Столинсько-Смолярської сільських рад Любомльського району.
19 липня 2020 року, в результаті адміністративно-територіальної реформи та ліквідації Любомльського району, колишня територія громади повністю увійшла до складу Ковельського району.

## Населені пункти
До складу громади входять 17 сіл: Борове, Будники, Вербівка, Вишнівка, Гороховище,  Гуща, Забужжя, Локутки, Миловань, Новоугрузьке, Підлісся, Полапи, Рівне, Рогові Смолярі, Сокіл, Старовойтове та Столинські Смолярі.